# 弘前市民の歌
「弘前市民の歌」（ひろさきしみんのうた）は、青森県弘前市において歌唱されている事実上の市民歌である。以下の2代が存在する。
1. 1906年（明治39年）制定。作詞・大道寺繁禎、作曲・楠美恩三郎。
2. 1956年（昭和31年）制定。作詞・吉尾栄一、作曲・高橋伸明。

現在は2.が主に歌われるが両曲とも市が公式に制定したものではなく、市民の間で慣例上の市民歌として歌い継がれている。本項では、この2曲の合間に当たる1939年（昭和14年）に弘前新聞社が選定し、市に寄贈した「弘前市民歌」（ひろさきしみんか）および、弘前市と新設合併した旧町の町歌についても解説する。

## 弘前市民の歌
「弘前市民の歌」は明治と昭和の2曲とも、弘前藩の藩祖である津軽為信の顕彰を目的として作成された点が共通している。

### 初代（1906年）
1906年（明治39年）に発表された初代「弘前市民の歌」は、奥州弘前藩の初代藩主・津軽為信の没後300年の節目に行われた「藩祖三百年祭」を記念し、弘前教育会が制定したものである。作詞者の大道寺繁禎は三百年祭の実行委員長で、作曲者には東京音楽学校助教授で弘前出身の楠美恩三郎が指名された。
初代「弘前市民の歌」は、歌詞・旋律とも著作権の保護期間を満了し、パブリックドメインとなっている。

ここは昔の鷹が岡　麓流るる岩木川
船をつなぎし鶴亀の　松の千年も動かじと
城も砦もきづかれし　時は慶長十五年
末ひろさきの名もしるく　国のしづめの八師団
今はおかれて仇まもる　人もつどへば産業の
道もひらくるこの市は　千秋萬歳栄ゆべし

### 2代目（1956年）
2代目「弘前市民の歌」は、戦後になり1956年（昭和31年）に組織された「藩祖為信公350年祭協賛会」が初めに歌詞を懸賞募集し、入選作の発表後に作曲を募集した楽曲である。作詞の吉尾栄一と作曲の高橋伸明は共に一般入選者で、1957年（昭和32年）1月15日に表彰と発表演奏が行われた。歌詞と楽譜は1973年（昭和48年）刊の『青森県気ままな一日旅行』に収められている。
この2代目「弘前市民の歌」は昭和40年代に弘前市小学校連合体育大会のダンス課題曲へ採用されたことを契機として市民の間で幅広く普及し、愛謡されるようになった。弘前市は2006年（平成18年）に中津軽郡岩木町および相馬村と新設合併したが、この「弘前市民の歌」に関しては制定主体が「藩祖為信公350年祭協賛会」であり、著作権が市に帰属していないため存廃については合併協議の課題とされなかった。
その後も毎年秋期に開催される弘前市民文化祭では合併以前と変わらず開会式に「弘前市民の歌」を斉唱するのが慣例となっており、市側でも改めて楽曲の位置付けにつき従来通り「市の推奨歌」とする統一見解を取りまとめた。地元サッカークラブのブランデュー弘前FCでは、選手入場時に「弘前市民の歌」を斉唱するようサポーターに呼びかけている。

## 弘前市民歌（1939年）
「弘前市民歌」（ひろさきしみんか）は1939年（昭和14年）10月に弘前新聞社が選定し、弘前市役所へ寄贈した旧市民歌である。作詞・野村朝雄、作曲・明本京静。
『弘前市勢要覧』では昭和16年版以降に歌詞が掲載されていたが、終戦後は陸軍第八師団を取り上げた4番の歌詞が不適切とされたこともあり事実上廃止となったと見られる。前述の通り、1906年と1956年にそれぞれ作成された「弘前市民の歌」とは制定主体が異なるため、先代次代の関係ではない。

## 旧町歌
弘前市と新設合併した2町では、岩木町が1980年（昭和55年）に町制25周年を記念して町民歌「岩木里うた」（いわきさとうた）を町教育委員会が選定し、日本コロムビアがシングル盤（規格品番：PES-8020-CP）を製造していた。作詞・小田切孫一、作曲および編曲・川崎祥悦。
前述の通り、弘前市との新設合併時に市町の歌は確認の対象に含まれなかったため、自動的に失効扱いとなり廃止されている。